# Pimozid
Pimozid är ett neuroleptikum. 

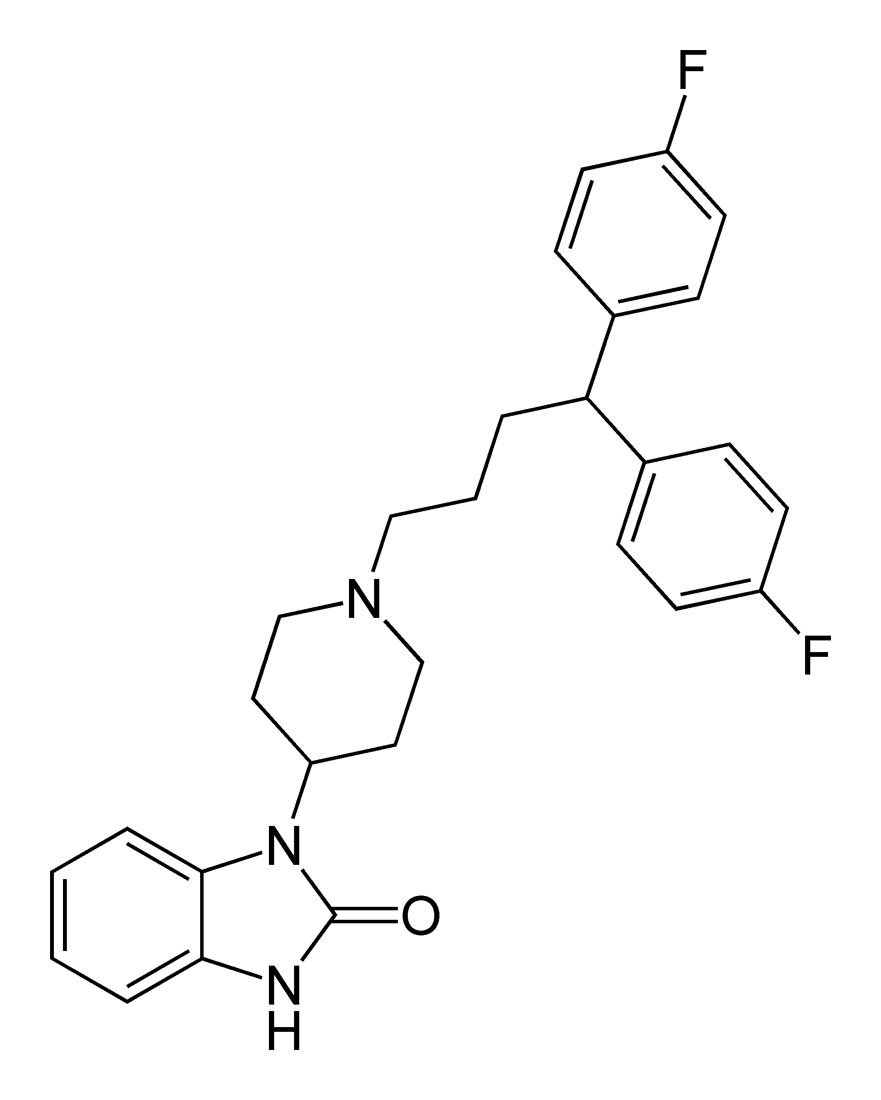
strukturformel

Pimozid är i Sverige avregistrerat och finns således ej längre med i FASS. Det säljs i andra länder än Sverige under namnet Orap®. Pimozid var det första och länge det enda neuroleptikum som i Sverige var inregistrerat för behandling av Tourettes syndrom - även om också haloperidol (Haldol) anses ha effekt mot detta syndrom.